# Dolina niesamowitości
     Dla obiektów ruchomych
     Dla obiektów nieruchomych

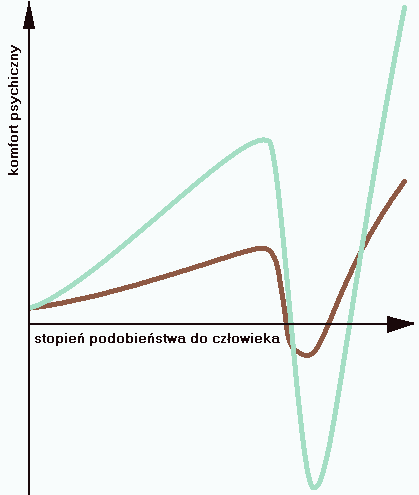
Wykres Masahiro Moriego
Dla obiektów ruchomych
Dla obiektów nieruchomych

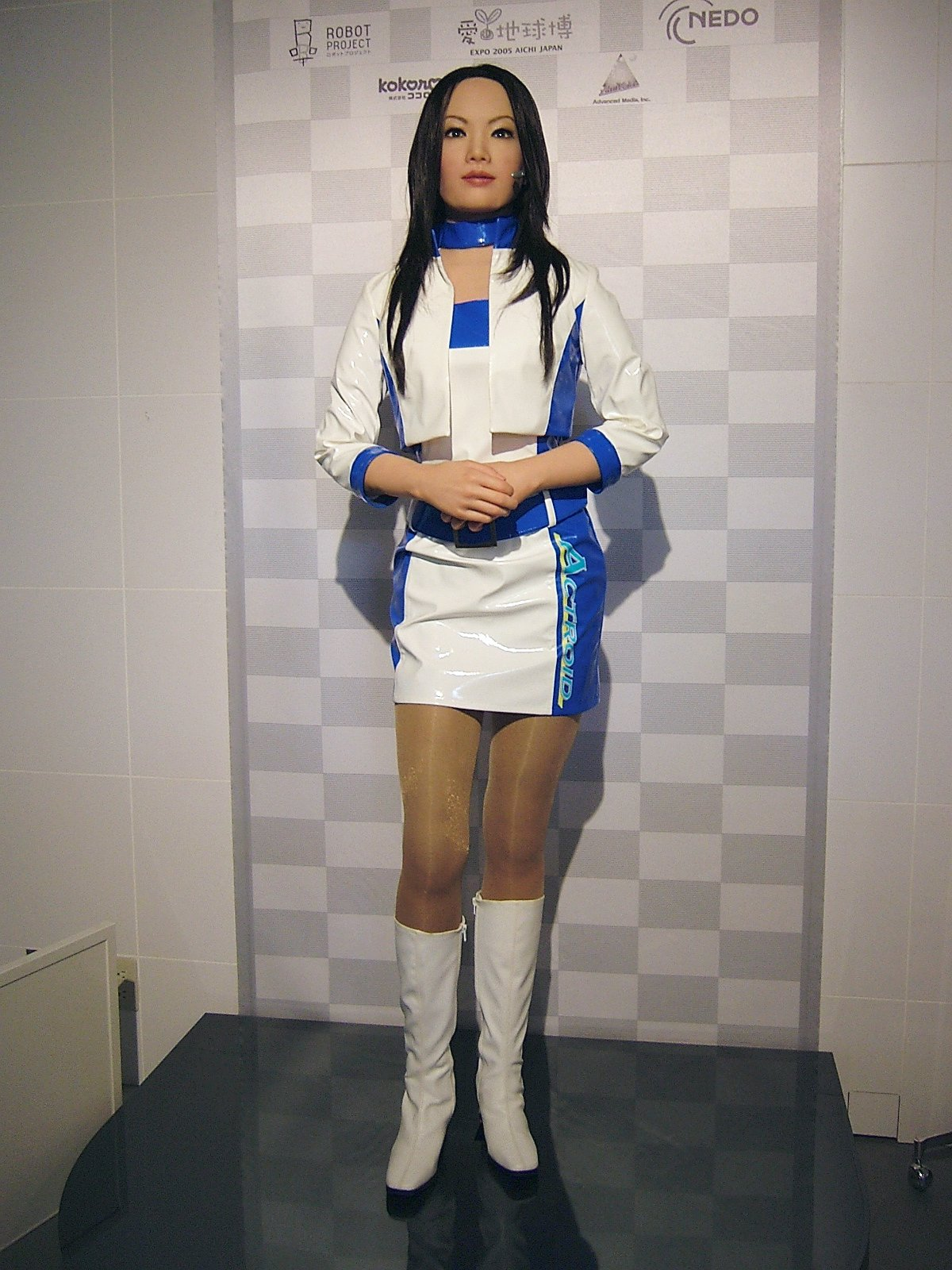
Robot antropomorficzny

Dolina niesamowitości (ang. uncanny valley) – termin stosowany w hipotezie naukowej, zgodnie z którą robot, rysunek lub animacja komputerowa wyglądający bądź funkcjonujący podobnie (lecz nie identycznie) jak człowiek, wywołuje u obserwatorów nieprzyjemne odczucia, a nawet odrazę. 
W 1970 roku japoński inżynier i konstruktor robotów Masahiro Mori przeprowadził badania dotyczące emocjonalnej reakcji ludzi na wygląd zewnętrzny robotów. Początkowo rezultaty były przewidywalne: im robot był bardziej podobny do człowieka, tym sympatyczniejszym się on wydawał – jednak tylko do określonej granicy. Roboty najbardziej zbliżone do człowieka nieoczekiwanie okazywały się niemiłe dla ludzi z powodu niewielkich szczegółów odróżniających je od człowieka. Wywoływały one uczucie dyskomfortu, a nawet strachu. Nieoczekiwany spadek na wykresie komfortu psychicznego (patrz obok) nazwany został „doliną niesamowitości”. Mori wykrył, że ruch obiektu potęguje jego pozytywne i negatywne postrzeganie.
W 2011 roku prof. Ayse Pinar Saygin z Uniwersytetu Kalifornijskiego podjęła badania mające na celu ustalenie przyczyn występowania doliny niesamowitości. W badaniu 20 osób w wieku od 20 do 36 lat, które nie miały doświadczenia z robotami, wykorzystano funkcjonalny rezonans magnetyczny. U uczestników badania mierzono aktywność w okolicach kory ciemieniowej odpowiedzialnej za rozpoznawanie ruchów, oraz w korze ruchowej, sterującej ruchami zamierzonymi. W toku badań największą aktywność mózgu zaobserwowano podczas oglądania przez badanego filmów przedstawiających robota humanoidalnego. Tymczasem w przypadku filmów przedstawiających człowieka i robota nie przypominającego człowieka aktywności były na podobnym, niskim poziomie. Konkluzja badań mówi, że widok robota człowiekopodobnego powoduje u obserwatora oczekiwanie wykonania konkretnych ruchów, a wobec ich braku, brak komfortu.